# Stephen Wolfram
Stephen Wolfram (ur. 29 sierpnia 1959 w Londynie) – brytyjski przedsiębiorca i naukowiec; założyciel firmy Wolfram Research, fizyk cząstek elementarnych, matematyk i informatyk specjalizujący się w automatach komórkowych i algebrze komputerowej. Twórca programu komputerowego Mathematica.

## Życiorys
Ojciec Wolframa był powieściopisarzem, matka profesorem filozofii. Wolfram opublikował pierwszy artykuł o fizyce cząstek w wieku 15 lat, natomiast w wieku 17 lat został studentem uniwersytetu w Oxfordzie (St John’s College). W wieku 20 lat uzyskał stopień doktorski z dziedziny fizyki cząstek na kalifornijskiej politechnice Caltech, gdzie podjął pracę. Rok później uzyskał MacArthur „Genius” award.
W Caltechu opracował system algebry komputerowej, jednak reguły dotyczące patentów obowiązujące na uczelni nie pozwoliły mu uzyskać prawa własności. Przeszedł wtedy do School of Natural Sciences w The Institute For Advanced Study, gdzie studiował automaty komórkowe, głównie za pomocą symulacji komputerowych.
Następnie Wolfram przeniósł się na University of Illinois w Urbana-Champaign, gdzie w 1986 r. rozpoczął pracę nad programem Mathematica, opublikowanym ostatecznie w 1988 r. Założył firmę Wolfram Research, która zajmuje się rozwojem i sprzedażą programu, z dużymi sukcesami na rynku. Firma opłaca też Erica Weissteina za prace nad encyklopedią internetową MathWorld, hostowaną na serwerze Wolfram Research.
W okresie od 1992 do 2002 Wolfram pracował nad swoją kontrowersyjną książką A New Kind of Science, w której uzasadniał potrzebę badania prostych, abstrakcyjnych systemów, które można przedstawić za pomocą prostych programów komputerowych. Dodatkowo argumentował, że z przyczyn fundamentalnych tego rodzaju systemy, bardziej niż tradycyjna matematyka, są potrzebne do modelowania i zrozumienia złożoności w przyrodzie. Książka doczekała się zarówno ocen krytycznych, jak i pochwał – dostępna jest jej wersja online, dostępna za darmo do czytania po zarejestrowaniu.